# 야나부 아키라
야나부 아키라(일본어: 柳父章 1928년 6월 12일)은 일본 비교문화론,번역어연구자이다. 도쿄 태생으로 본명은 章新이다. 도쿄대 교양학부를 졸업하고, 모모야마 가쿠인 대학 교수를 역임했다. 연구 수상경력으로 야마자키상을 수상한 바 있다. 한국에 그의 저서인 번역어 성립사정이 번역 출간되어 있다.